# Ippolito Marracci (peintre)
Pour les articles homonymes, voir Ippolito Marracci.
Ippolito Marracci (Lucques, ap. 1637 - ?), est un peintre italien spécialiste de  quadratura au XVIIe siècle.

## Biographie
Ippolito Marracci fut un élève de Angelo Michele Colonna et Agostino Mitelli.
Son frère aîné, Giovanni (1637-1704) fut également peintre.

## Œuvres
- Saint Antoine, Chapelle de la Croix, église San Michele Arcangelo, Lucques[3].